# Noailles, Oise

Noailles este o comună în departamentul Oise, Franța. În 1 ianuarie 2022 avea o populație de 2.857 de locuitori.